# ENCI IJmuiden

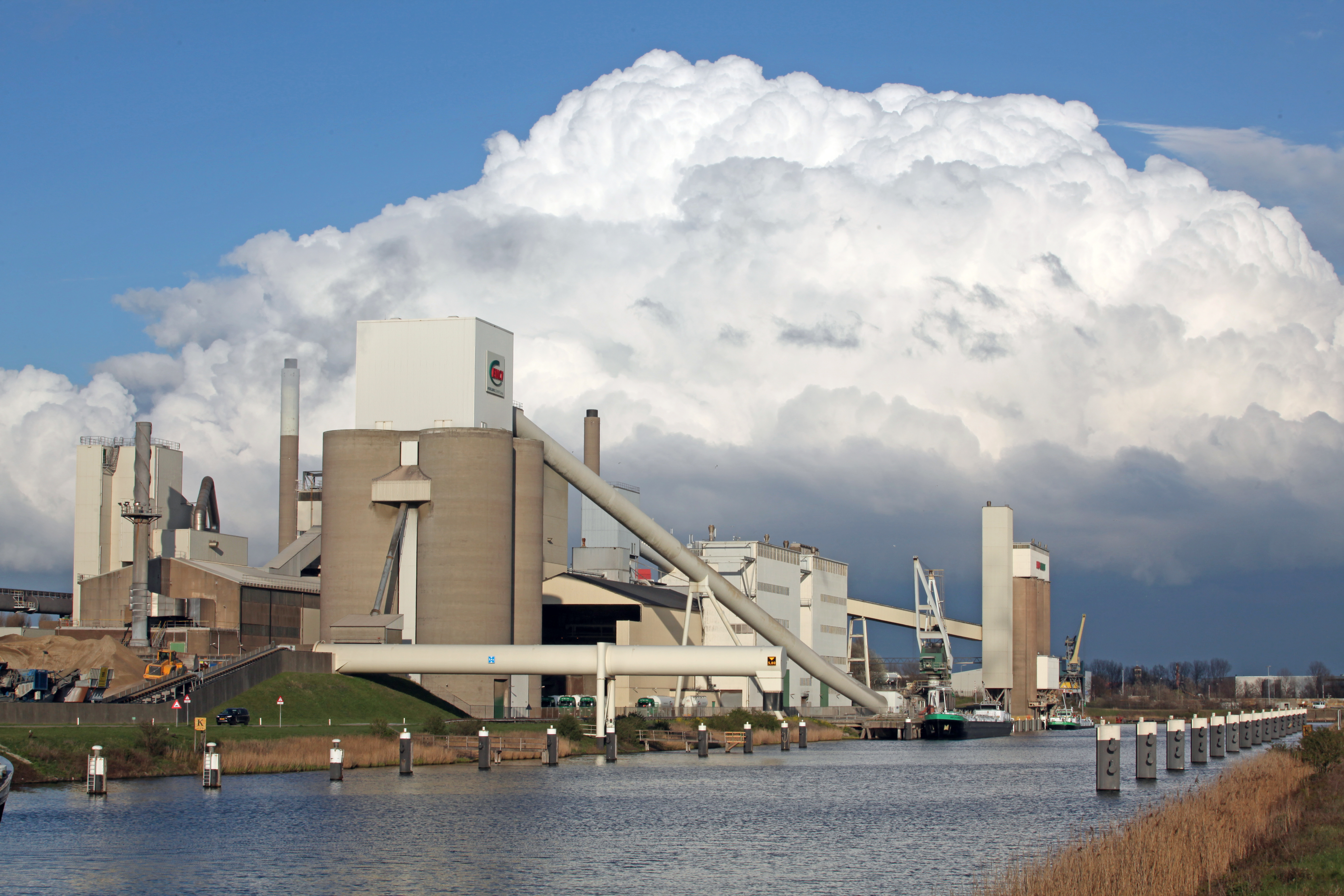

ENCI IJmuiden (voorheen Cemij; Cement Industrie IJmuiden) is de naam van een bedrijf in IJmuiden dat hoogovenslakken verwerkt tot cement. Het bedrijf bevindt zich op het terrein van de Hoogovens.
Hier wordt Portlandklinker dat per schip wordt aangevoerd van de fabriek te Antoing samen met anhydriet en, als belangrijkste ingrediënt, gegranuleerde hoogovenslak vermalen en vermengd, waarbij Hoogovencement ontstaat. Voordeel hiervan is dat minder mergel en minder energie nodig is voor dezelfde hoeveelheid cement. In 2007 werd er ongeveer 1,1 miljoen ton cement geproduceerd waartoe naar schatting 800.000 ton hoogovenslak en 300.000 ton klinker werd aangewend. Het bedrijf had toen 67 medewerkers. In 2021 heeft ENCI IJmuiden een productiecapaciteit van 1,4 miljoen ton cement per jaar.

## Geschiedenis
Bij de productie van ruwijzer komt als bijproduct slak vrij. Hoogovenslak is een korrelvormig (zandachtig) product dat overblijft na scheiding van het gesmolten ijzer en door afkoeling met grote hoeveelheden water. Deze reststof werd opgeslagen, maar de hoeveelheid nam zo toe dat naar een bestemming werd gezocht. In 1924 bouwde de Hoogovens al een kleine fabriek waarin de slak tot een voor de bouw geschikte steen werd verwerkt. Dit was geen succes en een paar jaar later werd de fabriek gesloten.
Cemij werd in 1930 opgericht door Hoogovens en ENCI in een tweede poging om de slak tot nuttige producten te verwerken. Beide bedrijven hadden elk de helft van de aandelen in handen waarbij ENCI de aanvoer van klinker verzorgde. De cementfabriek kwam in juni 1931 in gebruik met een cementmolen. De start was moeilijk door de economische crisis, maar eind jaren dertig nam de vraag toe. Er werd winst gemaakt en in 1939 werd de capaciteit vergroot met een tweede cementmolen. Tijdens de Tweede Wereldoorlog werd twee aandrijfmotoren van de cementmolens op transport naar Duitsland gezet. Na de oorlog volgde een snel herstel, de staalproductie nam toe en ook werd een derde cementmolen bij Cemij geplaatst.
In de jaren zestig besloten Hoogovens en ENCI samen een nieuwe cementfabriek bij Rotterdam te bouwen. De vraag nam toe en ze wilden hun gezamenlijk marktaandeel van zo'n 60% op de Nederlandse markt behouden. In september 1965 kwam de Cementfabriek Rozenburg (Robur) in productie. Hier werd geen hoogovenslak verwerkt, daarvoor was voldoende capaciteit bij Cemij. Hoogovens had een aandelenbelang van 50% in Robur. In 1982 volgde een ruil van belangen, Robur kwam volledig in handen van ENCI en Hoogovens werd enige aandeelhouder van Cemij. In 1998 verkocht Hoogovens het hele belang in Cemij aan ENCI, het bedrijf had een grote acquisitie gedaan en had de verkoopopbrengst van het belang in Cemij nodig om dit te financieren.